# Kaukasusadder
De kaukasusadder (Vipera kaznakovi) is een giftige slang uit de familie adders (Viperidae).

## Naam en indeling
De wetenschappelijke naam van de soort werd voor het eerst voorgesteld door Alexander Mikhajlovic Nikolsky in 1909. Later werd de wetenschappelijke naam Vipera ursini kaznakowi gebruikt. De Kaukasusadder is nauw verwant aan de slankere spitssnuitadder (Vipera ursinii), maar verschilt hiervan door het dikkere en plompere lichaam.
De soortaanduiding kaznakovi is een eerbetoon aan de Russische natuuronderzoeker Aleksandr Nikolaevich Kaznakov.

## Verspreiding en habitat
De soort komt voor in delen van Europa en Anatolië en leeft in de landen Rusland, Georgië en Turkije. De habitat bestaat uit gematigde bossen en rotsige omgevingen. Ook in door de mens aangepaste streken zoals plantages kan de slang worden gevonden. De soort is aangetroffen van zeeniveau tot op een hoogte van ongeveer 900 meter boven zeeniveau.

## Beschermingsstatus
Door de internationale natuurbeschermingsorganisatie IUCN is de beschermingsstatus 'bedreigd' toegewezen (Endangered of EN).